# Wiktar Awieryn
Wiktar Siarhiejewicz Awieryn (biał. Віктар Сяргеевіч Аверын, ros. Виктор Сергеевич Аверин, Wiktor Siergiejewicz Awierin; ur. 5 lipca 1954 w Mohylewie) – białoruski biochemik i polityk, w latach 2008–2012 członek Rady Republiki Zgromadzenia Narodowego Republiki Białorusi IV kadencji; doktor nauk biologicznych (odpowiednik polskiego stopnia doktora habilitowanego).

## Życiorys
Urodził się 5 lipca 1954 roku w mieście Mohylew, w obwodzie mohylewskim Białoruskiej SRR, ZSRR. Ukończył Moskiewską Orderu Czerwonego Sztandaru Pracy Akademię Weterynaryjną im. K. Skriabina, uzyskując wykształcenie biochemika. Uzyskał stopień doktora nauk biologicznych (odpowiednik polskiego stopnia doktora habilitowanego). Pracował jako starszy laborant, młodszy pracownik naukowy, starszy pracownik naukowy Ogólnozwiązkowego Naukowo-Badawczego Instytutu Fizjologii, Biochemii i Żywienia Zwierząt, starszy pracownik naukowy laboratorium nr 2, zastępca dyrektora ds. naukowych, pełniący obowiązki dyrektora Republikańskiego Naukowo-Badawczego Przedsiębiorstwa Unitarnego „Instytut Radiologii”, kierownik Oddziału Ochrony Radiologicznej Oddziału Naukowego Republikańskiego Naukowo-Praktycznego Centrum Medycyny Radiologicznej i Ekologii Człowieka, dyrektor Republikańskiego Naukowo-Badawczego Unitarnego Przedsiębiorstwa „Instytut Radiologii” w Homlu.
Wchodził w skład Połączonej Rady Naukowo-Technicznej Ministerstwa ds. Sytuacji Nadzwyczajnych Republiki Białorusi i Ministerstwa ds. Sytuacji Nadzwyczajnych Federacji Rosyjskiej ze strony białoruskiej. Był członkiem Rady ds. Przeprowadzenia Ekspertyzy Prac Naukowo-Badawczych i Doświadczalno-Konstruktorskich. Wchodził w skład Interdyscyplinarnej Rady Eksperckiej ds. Przezwyciężenia Następstw Katastrofy w Elektrowni Atomowej w Czarnobylu, będącej częścią Departamentu ds. Likwidacji Następstw Katastrofy w Elektrowni Atomowej w Czarnobylu Ministerstwa ds. Sytuacji Nadzwyczajnych Republiki Białorusi.
31 października 2008 roku został członkiem Rady Republiki Zgromadzenia Narodowego Republiki Białorusi IV kadencji jako przedstawiciel obwodu homelskiego. Pełnił w niej funkcję zastępcy przewodniczącego Stałej Komisji ds. Edukacji, Nauki, Kultury i Rozwoju Społecznego. Był zastępcą szefa delegacji Zgromadzenia Narodowego Republiki Białorusi ds. nawiązania kontaktów z Radą Nordycką. Jego kadencja w Radzie Republiki zakończyła się 19 października 2012 roku.

## Prace
Wiktar Awieryn jest autorem ponad 160 prac naukowych, w tym 2 monografii.

## Odznaczenia
- Medal jubileuszowy „65-lecia zwycięstwa w Wielkiej Wojnie Ojczyźnianej 1941–1945”[1][2];
- Medal jubileuszowy „65-lecia wyzwolenia Republiki Białorusi spod okupacji niemiecko-faszystowskiej”[1][2];
- Medal „Za Współpracę w Imię Ocalenia” (Federacja Rosyjska)[1][2];
- Medal „Za Zasługi” II klasy Centralnego Zarządu Ogólnorosyjskiego Związku Organizacji Społecznych „Związek «Czarnobyl» Rosji”[1][2];
- Gramota Pochwalna Zgromadzenia Narodowego Republiki Białorusi[1][2];
- Gramota Pochwalna Komitetu ds. Problemów Następstw Katastrofy w Elektrowni Atomowej w Czarnobylu przy Radzie Ministrów Republiki Białorusi[1][2];
- Gramota Pochwalna Ministerstwa ds. Sytuacji Nadzwyczajnych Republiki Białorusi[1][2];
- Odznaka-Medal Jubileuszowy „Dla Uczczenia 80-lecia Narodowej Akademii Nauk Białorusi”[1][2];
- Odznaka „Na Pamiątkę Likwidacji Następstw Katastrofy w Elektrowni Atomowej w Czarnobylu” Prezydium Centralnej Rady Związku „Czarnobyl” Rosji[1][2].